# Shimano
La Shimano è un'azienda giapponese che produce, principalmente, articoli per biciclette e la pesca. Fondata nel 1921, ha esordito sul mercato lanciando il meccanismo di ruota libera per biciclette. 
È leader mondiale (con filiali in vari Paesi) per quanto riguarda la componentistica meccanica delle mountain bike e delle bici da corsa; ne produce infatti la maggior parte dei gruppi meccanici che la compongono (cambi, sistemi frenanti, mozzi per la ruota, meccanismi di ruota libera, catene, corone, pedali, pedivelle, movimenti centrali...) e ne detiene una grossa fetta di mercato, nella sua intera gamma (dalle bici di bassa gamma sino a quelle da competizione). In questo ambito, i suoi maggiori concorrenti sono l'italiana Campagnolo e la statunitense SRAM.

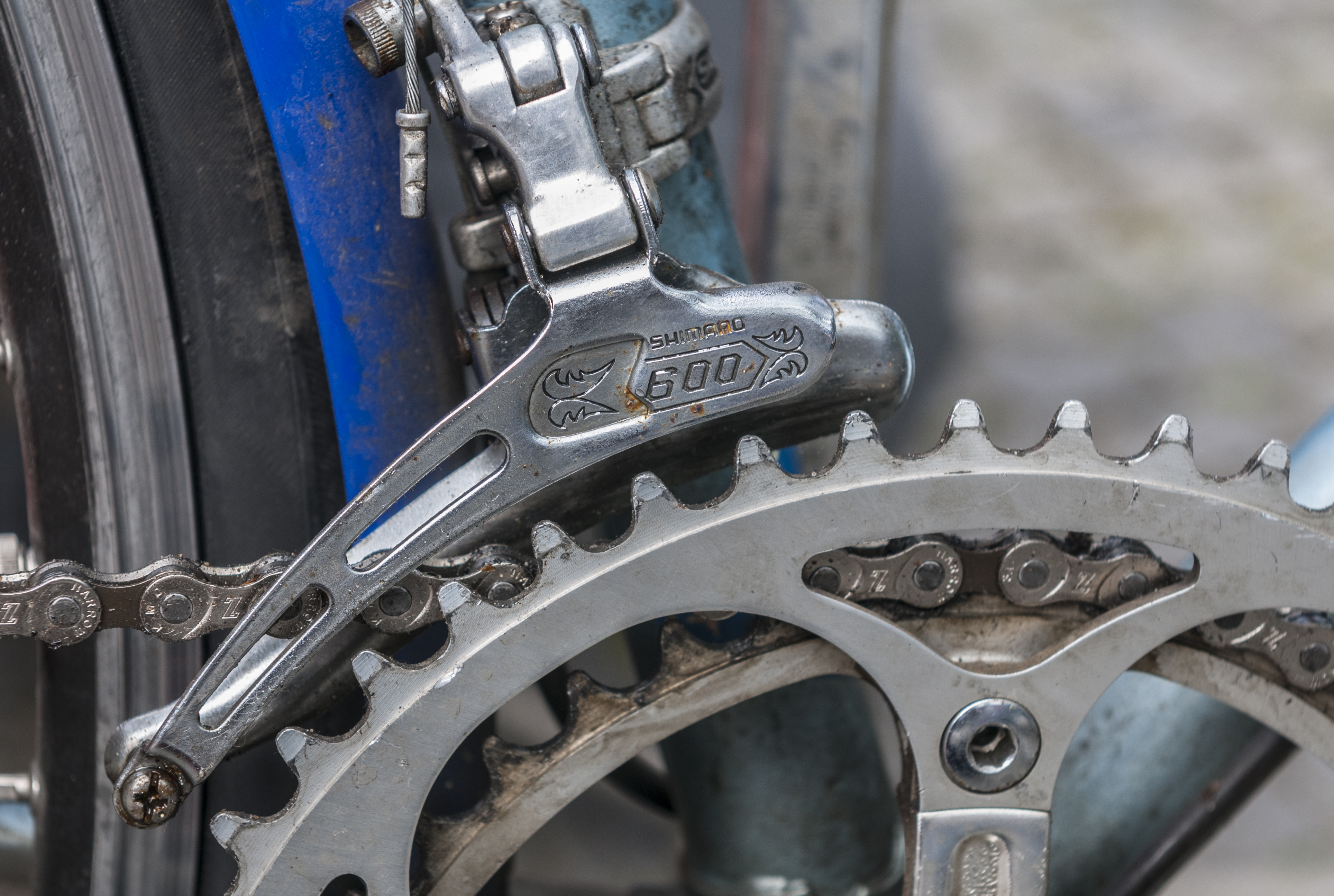
Shimano 600, 1980

## Componenti per le bici

### Gruppi per bici da corsa
Nel 2014:
- Dura-Ace (Di2) [9070] (22 rapporti elettromeccanico)
- Dura-Ace [9000] (22 rapporti meccanico)
- Dura-Ace Track [7700] (omologato NJS)
- Ultegra (Di2) [6870] (22 rapporti elettromeccanico)
- Ultegra [6800] (22 rapporti meccanico)
- Ultegra [6700] (20 o anche 30 rapporti meccanico)
- 105 [5700] (20 o anche 30 rapporti meccanico)
- Tiagra [4700] (20 o anche 30 rapporti meccanico)
- Tiagra [4600] (20 o anche 30 rapporti meccanico)
- Sora [3400] (18 rapporti meccanico, disponibile però anche nella versione 27 rapporti meccanico)
- 2300 [2300] (16 o anche 24 rapporti meccanico)